# Đảng Dân chủ Đông Dương
Đảng Dân chủ Đông Dương  (tiếng Pháp: Parti Démocrate Indochinois, PDI) là một chính đảng thành lập năm 1937 tại Sài Gòn bởi luật sư Trịnh Đình Thảo và bác sĩ Nguyễn Văn Thinh, liên kết với nhóm Cao Đài của Phạm Công Tắc.

## Lịch sử
Ngày 24 tháng 3 năm 1945, Đảng Dân chủ Đông Dương ra tuyên ngôn chủ trương Liên bang Đông Dương gồm 5 xứ: Bắc Kỳ, Trung Kỳ, Nam Kỳ, Lào, Campuchia. Chương trình hành động của Đảng Dân chủ Đông Dương nhằm mục đích đóng góp vào sự tiến bộ về đạo đức, trí tuệ, chính trị và xã hội của mọi người Nam Kỳ. Chương trình gồm: hành động của cá nhân (về đạo đức, về trí tuệ, về gia đình) hành động về mặt xã hội (các tiến bộ chính trị: các quyền tự do, cải cách hành chính, thuế, tổ chức dân biểu, cải cách tư pháp; công trình xã hội: giáo dục, y tế, cứu tế, bảo hiểm; và tổ chức sản xuất và trao đổi). Đảng Dân chủ chiếm 1/3 số ghế trong chính phủ Nam Kỳ Tự trị. Năm 1946, Đảng tuyên bố Nam Kỳ độc lập với Bắc Kỳ và Trung Kỳ. Do ảo tưởng vào người Pháp tan vỡ, Nguyễn Văn Thinh tự vẫn, và Đảng Dân chủ Đông Dương kết thúc hoạt động vào năm 1947.

## Mấy nhân vật tiêu biểu
- Trịnh Đình Thảo: Chủ tịch.
- Nguyễn Văn Thinh: Tổng thư ký.
- Đỗ Hữu Thịnh